# 이판석
이판석(李判石, 1934년 1월 17일 ~ 1998년 10월 3일)은 대한민국의 정치인으로 본관은 경주이다.

## 생애
경상북도 선산군 장천면 석우동(현재의 칠곡군 가산면 석우리) 출신으로 어린 시절에 대구로 이주하면서 성장했다. 대구상업고등학교(현재의 대구상원고등학교)와 영남대학교 상경대학을 졸업했고 1973년에는 서울대학교 환경대학원에서 논문 《우리 나라 묘지 제도의 개선과 그 효과 분석에 관한 연구》를 통해 도시 및 지역계획학 석사 학위를 취득했다.
1960년에 7급 공무원에 해당하는 주사보로 공직 생활을 시작했다. 그 뒤 제28대 관선 경상남도 마산시장(1981년 5월 18일 ~ 1983년 12월 26일), 제22대 관선 강원도 춘천시장(1985년 3월 11일 ~ 1986년 3월 17일), 제22대 관선 경상북도지사(1992년 1월 9일 ~ 1993년 3월 3일), 제10대 농촌진흥청장(1993년 3월 4일 ~ 1993년 12월 27일)을 역임했고 내무부에서 소방국장(1986년 11월 21일 ~ 1987년 12월 30일), 지방행정국장, 지방행정연수원장, 기획관리실장, 차관보로 근무했다.
대한민국 제15대 대통령 선거를 앞두고 있던 1997년 11월 14일에 자유민주연합에 입당했다. 1998년 10월 3일 오전 5시 45분에 서울특별시 서대문구 신촌동에 위치한 세브란스병원에서 지병으로 인하여 향년 64세를 일기로 사망했으며 그의 유해는 경기도 용인시에 위치한 용인 천주교공원묘지에 안장되었다.

## 역대 선거 결과
|  | 34.33% |

|  | 28.03% |

| 전임 유경호 | 제8대 내무부 소방국장 1986년 11월 21일 ~ 1987년 12월 30일 | 후임 김영환 |

| 전임 이동우 | 제10대 농촌진흥청장 1993년 3월 4일 ~ 1993년 12월 28일 | 후임 김광희 |